# Sergio Barreto
Sergio Damián Barreto (Clorinda, Formosa; 20 de abril de 1999) es un futbolista argentino nacionalizado paraguayo. Juega como defensor en el Club de Fútbol Pachuca, de la Primera División de México.

## Trayectoria
Llegó al club con apenas 9 años, en 2008. Hizo las inferiores en Independiente hasta debutar en Primera División en 2017.
En junio de 2023, el jugador anunció en sus redes sociales el traspaso al Pachuca.

## Estadísticas

### Clubes
Actualizado de acuerdo al último partido jugado el 9 de agosto de 2025.
| Club                          | Div.          | Temporada     | Liga  | Liga  | Liga   | Copas nacionales | Copas nacionales | Copas nacionales | Torneos internacionales | Torneos internacionales | Torneos internacionales | Total | Total | Total  |
| Club                          | Div.          | Temporada     | Part. | Goles | Asist. | Part.            | Goles            | Asist.           | Part.                   | Goles                   | Asist.                  | Part. | Goles | Asist. |
| ----------------------------- | ------------- | ------------- | ----- | ----- | ------ | ---------------- | ---------------- | ---------------- | ----------------------- | ----------------------- | ----------------------- | ----- | ----- | ------ |
| C. A. Independiente Argentina | 1.ª           | 2017-18       | 1     | 0     | 0      | —                | —                | —                | —                       | —                       | —                       | 1     | 0     | 0      |
| C. A. Independiente Argentina | 1.ª           | 2018-19       | 1     | 0     | 0      | —                | —                | —                | —                       | —                       | —                       | 1     | 0     | 0      |
| C. A. Independiente Argentina | 1.ª           | 2019-20       | 4     | 0     | 0      | 2                | 0                | 0                | 2                       | 0                       | 0                       | 8     | 0     | 0      |
| C. A. Independiente Argentina | 1.ª           | 2020-21       | —     | —     | —      | 7                | 0                | 0                | —                       | —                       | —                       | 7     | 0     | 0      |
| C. A. Independiente Argentina | 1.ª           | 2021          | 23    | 0     | 0      | 15               | 1                | 0                | 6                       | 0                       | 0                       | 44    | 1     | 0      |
| C. A. Independiente Argentina | 1.ª           | 2022          | 25    | 0     | 3      | 14               | 0                | 1                | 5                       | 0                       | 0                       | 44    | 0     | 4      |
| C. A. Independiente Argentina | 1.ª           | 2023          | 14    | 0     | 0      | 1                | 0                | 0                | —                       | —                       | —                       | 15    | 0     | 0      |
| C. A. Independiente Argentina | Total club    | Total club    | 68    | 0     | 2      | 39               | 1                | 2                | 13                      | 0                       | 0                       | 120   | 1     | 4      |
| C. F. Pachuca · México        | 1ª            | 2023-24       | 33    | 1     | 2      | 1                | 0                | 0                | 6                       | 0                       | 0                       | 40    | 1     | 2      |
| C. F. Pachuca · México        | 1ª            | 2024-25       | 19    | 0     | 1      | —                | —                | —                | 5                       | 0                       | 0                       | 24    | 0     | 1      |
| C. F. Pachuca · México        | 1ª            | 2025-26       | 4     | 1     | 0      | —                | —                | —                | 3                       | 0                       | 0                       | 7     | 1     | 0      |
| C. F. Pachuca · México        | Total club    | Total club    | 56    | 2     | 3      | 1                | 0                | 0                | 14                      | 0                       | 0                       | 71    | 2     | 3      |
| Total carrera                 | Total carrera | Total carrera | 124   | 2     | 5      | 40               | 1                | 2                | 27                      | 0                       | 0                       | 191   | 3     | 7      |
| 1. 2. 3.                      |               |               |       |       |        |                  |                  |                  |                         |                         |                         |       |       |        |

## Palmarés

### Títulos internacionales
| Título                                | Club                | Sede            | Año  |
| ------------------------------------- | ------------------- | --------------- | ---- |
| Copa Suruga Bank                      | C. A. Independiente | Osaka           | 2018 |
| Liga de Campeones de la Concacaf      | C. F. Pachuca       | Pachuca de Soto | 2024 |
| Copa Derbi de las Américas de la FIFA | C. F. Pachuca       | Doha            | 2024 |
| Copa Challenger de la FIFA            | C. F. Pachuca       | Doha            | 2024 |